# Desperate
Desperate is een Amerikaanse film noir uit 1947 onder regie van Anthony Mann.

## Verhaal
De pas getrouwde vrachtwagenchauffeur Steve Randall raakt betrokken bij een moordzaak. De bende van Walt Radak dreigt ermee zijn vrouw Anne te verminken, wanneer hij niet wil opdraaien voor de moord.

## Rolverdeling
| Acteur            | Personage     |
| ----------------- | ------------- |
| Steve Brodie      | Steve Randall |
| Audrey Long       | Anne Randall  |
| Raymond Burr      | Walt Radak    |
| Douglas Fowley    | Pete Lavitch  |
| William Challee   | Reynolds      |
| Jason Robards sr. | Louie Ferrari |
| Freddie Steele    | Shorty Abbott |
| Lee Frederick     | Joe Daly      |
| Paul E. Burns     | Oom Jan       |
| Ilka Grüning      | Tante Klara   |